# Vladislao Cap
Vladislao Cap (5. července 1934, Avellaneda - 14. září 1982, Buenos Aires) byl argentinský fotbalista, obránce. Po skončení aktivní kariéry působil jako trenér. Byl trenérem argentinské reprezentace na Mistrovství světa ve fotbale 1974.

## Klubová kariéra
Hrál v Argentině za Arsenal FC (Buenos Aires), Quilmes AC, Racing Club (Avellaneda), CA Huracán, CA River Plate a CA Vélez Sarsfield. S Racingem vyhrál v roce 1958 mistrovský titul. Kariéru končil v peruánském klubu Porvenir Miraflores.

## Reprezentační kariéra
Za reprezentaci Argentiny nastoupil v letech 1959-1962 v 11 utkáních a dal 1 gól, byl členem argentinské reprezentace na Mistrovství světa ve fotbale 1962, kde nastoupil ve 2 utkáních.

## Ligová bilance
| Ročník                              | Zápasy | Góly | Klub                     |
| ----------------------------------- | ------ | ---- | ------------------------ |
| Primera División (Argentina) 1954   | 5      | 0    | Racing Club (Avellaneda) |
| Primera División (Argentina) 1955   | 10     | 0    | Racing Club (Avellaneda) |
| Primera División (Argentina) 1956   | 28     | 0    | Racing Club (Avellaneda) |
| Primera División (Argentina) 1957   | 17     | 0    | Racing Club (Avellaneda) |
| Primera División (Argentina) 1958   | 30     | 0    | Racing Club (Avellaneda) |
| Primera División (Argentina) 1959   | 19     | 1    | Racing Club (Avellaneda) |
| Primera División (Argentina) 1960   | 26     | 1    | Racing Club (Avellaneda) |
| Primera División (Argentina) 1961   | 27     | 0    | CA Huracán               |
| Primera División (Argentina) 1962   | 28     | 1    | CA River Plate           |
| Primera División (Argentina) 1963   | 23     | 0    | CA River Plate           |
| Primera División (Argentina) 1964   | 9      | 0    | CA River Plate           |
| Primera División (Argentina) 1965   | 31     | 0    | CA River Plate           |
| Primera División (Argentina) 1966   | 13     | 1    | CA Vélez Sarsfield       |
| CELKEM Primera División (Argentina) | 266    | 5    |                          |

## Trenérská kariéra
Kromě argentinské reprezentace vedl na klubové úrovni Club Ferro Carril Oeste, CA Chacarita Juniors, CA Independiente, Deportivo Cali, LDU Quito, Atlético Junior, Club Atlético Platense, CA Boca Juniors a CA River Plate.